# کارل-اریک گران
کارل-اریک گران (سوئدی: Karl-Erik Grahn; ۵ نوامبر ۱۹۱۴ – ۱۴ مارس ۱۹۶۳) بازیکن فوتبال اهل سوئد بود.
از باشگاه‌هایی که در آن بازی کرده‌است می‌توان به باشگاه فوتبال الفسبورگ اشاره کرد.
وی همچنین در تیم ملی فوتبال سوئد بازی کرده‌است.